# Dead Space
Dead Space es un videojuego de disparos en tercera persona perteneciente al subgénero de terror y supervivencia desarrollado por EA Redwood Shores (hoy en día Visceral Games) y distribuido por Electronic Arts. Es el primer título de la serie Dead Space, franquicia que incluye videojuegos, cómics y películas. Fue lanzado en  octubre de 2008 para las plataformas Xbox 360, PlayStation 3, y PC (Microsoft Windows).
Dead Space se lanzó a principios de 2006, con un primer prototipo que se ejecutó en Xbox. El creador Glen Schofield quería hacer el juego de terror más aterrador que pudiera imaginar, inspirándose en el videojuego Resident Evil 4 y en películas como Event Horizon y Solaris. El equipo buscó innovación y realismo en su diseño, desde la colocación procedimental de los enemigos hasta la eliminación de elementos del HUD. El diseño de sonido fue un enfoque particular durante la producción, con la partitura de Jason Graves diseñada para evocar tensión e inquietud.
Dead Space debutó con ventas lentas, pero finalmente vendió más de un millón de copias en todo el mundo. Los críticos elogiaron su atmósfera, jugabilidad y diseño de sonido. Ganó y fue nominado a múltiples premios de la industria y ha sido clasificado por los periodistas como uno de los mejores videojuegos jamás creados. La serie generó dos secuelas numeradas (Dead Space 2 en 2011 y Dead Space 3 en 2013, que, aunque para la crítica y los fans no llegaron al nivel de la primera entrega, fueron bien recibidas), varios títulos derivados y otros medios relacionados, incluida una precuela de cómics y una película animada.

## Jugabilidad
La historia se desarrolla en el interior de la extractora espacial USG Ishimura. La tripulación ha sido masacrada por «necromorfos», monstruos creados por una forma de vida alienígena. El protagonista, Isaac Clarke,  tiene que enfrentarse a los «necromorfos» en solitario. La acción se desarrolla como un shooter en tercera persona con un control  con claras influencias de Resident Evil 4. La ambientación y atmósferas recuerdan al clásico de Ridley Scott, Alien y al OVA de Keito Nakamura de 1987 Hell Target, influencia no reconocida de los creadores.
El objetivo de la mayoría de las misiones es recorrer las cubiertas del Ishimura para recoger elementos y llevarlos a ciertos puntos según las indicaciones que otros personajes secundarios dan a Clarke a través de su enlace de radio. Durante estos recorridos los enemigos nos atacan de formas inesperadas y en grupos cada vez más numerosos. El combate con los enemigos se realiza con una técnica llamada «desmembramiento estratégico»: los enemigos deben ser descuartizados para conseguir eliminarlos. Se hace necesaria una gran precisión ya que hay que arrancar las extremidades al enemigo. Por ejemplo, los enemigos sin piernas seguirán arrastrándose hacia nosotros más lentamente usando los brazos.
La vitalidad del jugador se visualiza en un led sobre la espina dorsal del traje («Salud de Hierro»), así como la cantidad de estasis y oxígeno restante. El módulo estabilizador (del inglés: Stasis Module) es una herramienta del traje del protagonista que permite proyectar estasis que ralentiza el movimiento de los elementos alcanzados. Estos elementos pueden ser enemigos o algunos componentes móviles del escenario, como puertas o  grandes ventiladores. El estasis es un componente estratégico en los combates al permitir eliminar los enemigos en cierto orden, «congelando» a alguno de ellos. También permite huir de los enemigos sin eliminarlos. Otra herramienta del traje es el módulo de kinesis que permite capturar elementos, transportarlos levitando a unos centímetros del traje o arrojarlos a modo de arma. Es una característica fundamental para resolver algunos puzles ya que permite transportar elementos para cumplir con un objetivo de la misión o conectar baterías que activan algunos componentes electrónicos aunque también, en algunos casos, se pueden agarrar partes del cuerpo de algún necromorfo y lanzarlas de regreso para provocarles daño.
A lo largo de las misiones el protagonista toma ítems del escenario o de los enemigos eliminados que permiten aumentar su salud, oxígeno o estasis restante. También se puede recoger munición para cada una de las armas disponibles. En ciertos puntos se encuentran almacenes que permiten una gestión de los ítems de la forma habitual en un RPG: es posible comprar y vender ítems o almacenarlos allí para liberar slots de almacenamiento del traje.
El traje del protagonista, así como todas las armas, pueden ser mejoradas en varios aspectos: velocidad de recarga, capacidad de cargador, daño infligido por las armas, duración del oxígeno del traje, duración de estasis, entre otros. A través de los puntos de «mejoras» distribuidos a lo largo del escenario es posible gestionar cuales mejoras aplicar al traje o las armas. Todas las mejoras se conceden a cambio de un tipo de ítem llamado «nodo de energía». Los nodos de energía se encuentran dispersos en los escenarios o pueden ser comprados en los «almacenes». Los nodos de energía también pueden ser utilizados para desbloquear áreas con recursos a lo largo del juego. Otros tipos de ítems son los registros de video, audio o texto que desvelan nuevos detalles de la trama.
Algunos escenarios se encuentran en gravedad cero o es posible activar esta característica a través de interruptores. En estos escenarios es posible saltar libremente a casi todas las superficies (suelo, paredes o techo) así como caminar lentamente sobre ellas (usando botas magnéticas).

### Interfaz
Una de las características distintivas de este título es la desaparición total de un HUD. En su lugar se utiliza unas proyecciones holográficas que emanan del traje del protagonista que permiten navegar por el inventario, revisar la base de datos del juego o ver el mapa. Todas estas acciones se realizan sin detener la acción del juego lo que permite mayor fluidez.

### Armas
El protagonista solo puede portar cuatro armas simultáneamente pero podrá intercambiarlas por otras depositadas en los almacenes. Algunas armas se encuentran durante las misiones y otras solo pueden ser adquiridas a cambio de créditos en los almacenes. Todas las armas, salvo una, son realmente herramientas en las distintas tareas de ingeniería en el Ishimura. La primera arma que porta Clarke, y la más emblemática del juego, es la «cortadora de plasma». Todas las armas tienen dos modos de disparo y cada una tiene características propias. Todas las armas pueden ser mejoradas en los puntos de mejoras en distintos aspectos como el alcance, la potencia, velocidad de recarga o el tamaño del cargador.

## Argumento
En el siglo XXV la Tierra ha agotado todos sus recursos energéticos y minerales, lo que lleva al mundo a enfrentarse a la extinción o evitarla, por lo cual se comienza a pensar en un negocio lucrativo: la minería intergaláctica. Grandes naves de extracción planetaria son enviadas a diversos puntos del universo donde puedan ser encontrados los recursos para la supervivencia de la humanidad. En el año 2508 la minería intergaláctica es un negocio lucrativo. Las corporaciones mineras escogen planetas con grandes recursos mineros en abundancia. Instalan colonias en la superficie y extraen placas tectónicas completas utilizando enganches gravitatorios. Estas porciones del planeta son arrastradas por grandes naves espaciales llamadas «extractoras planetarias» (del inglés: planetcrakers) en las que se refinan los minerales y se transportan a su destino, ya sea la Tierra u otras colonias terráqueas donde escasean los recursos minerales.
La mayor y más antigua de estas naves es la USG Ishimura (石村?  lit. «Pueblo de piedra») que se encuentra en el sistema Aegis VII realizando su excavación número 35. No obstante la Corporación de Extracción Concordia  (del inglés: Concordance Extraction Corporation) o CEC ha perdido el contacto con ella y se envía un equipo de mantenimiento de emergencia para conseguir reparar los sistemas dañados. El equipo de técnicos estaba compuesto por: Zach Hammond, jefe de seguridad y encargado de supervisar la tarea de reparación; Kendra Daniels, experta en informática; los cabos Johnston y Chen quienes eran los pilotos y personal de apoyo de seguridad de la nave respectivamente; y finalmente se encuentra el protagonista, Isaac Clarke. Clarke es un ingeniero de sistemas que mantiene una relación sentimental con uno de los tripulantes de la Ishimura, la oficial médico Nicole Brennan, razón por la cual se ofreció a participar en la operación de manera voluntaria y para averiguar el estado de su novia. Sin embargo la nave que transporta al equipo (el USG Kelion) se estrella en la bahía de aterrizaje por un fallo en el anclaje gravitatorio y queda inutilizada.
Inicialmente la Ishimura parece desierta, pero no tardarán en comprobar que no están solos. Cuando Isaac entra en una habitación contigua para realizar mediante una consola un chequeo de los sistemas vitales de la nave y los informes de daños, se activa súbitamente una cuarentena y son atacados por unos seres deformes que salen de los sistemas de ventilación, matando a los dos miembros del equipo de seguridad. Los supervivientes se separan. Por un lado Clark y por otro Zach Hammond,  jefe de seguridad, y Kendra Daniels, especialista en informática. Siguiendo las indicaciones de Hammond y Kendra, Clark repara el monorraíl que permite al equipo desplazarse por la nave. Su primer objetivo es buscar datos para averiguar lo ocurrido en la nave y encontrar una vía de salida de ella. Descubren que las distintas cubiertas de la Ishimura están llenas de cadáveres y monstruos de origen desconocido. No parece haber supervivientes.
Después de reactivar los motores de la nave, que han sido saboteados, tratan de enviar una señal. Todo esto lo hacen esquivando los ataques de los necromorfos, nombre que los científicos de la nave dieron a estos monstruos. En uno de estos enfrentamientos Hammond encierra a un necromorfo en una cápsula de rescate y la lanza. Kendra encuentra información que parece indicar que antes del ataque de los necromorfos hubo un caso de paranoia colectiva en la colonia que se extendió a la nave. El origen de estos sucesos está relacionado con el descubrimiento de un artefacto llamado la «Efigie Roja» (del inglés: Red Marker) durante las excavaciones en el planeta.
Clark busca entonces una baliza siguiendo las indicaciones que Kendra le envía desde el núcleo informático, dónde está atrincherada. Planta esta baliza en una de las rocas que estaban pendientes de tratamiento en la cubierta de minería y lanza la roca. De esta forma consiguen enviar una señal de socorro que se transmite más allá del cinturón de asteroides que la Ishimura creó durante las extracciones planetarias. Al poco de enviar el mensaje de socorro, el USM Valor, una nave militar que se encontraba misteriosamente en el sistema Aegis VII, responde a la llamada. También se indica que han recogido la cápsula de rescate lanzada por Hammond. Pero antes de poder advertir a la tripulación del Valor del peligroso ser que se encontraba dentro, el necromorfo a bordo ataca a los tripulantes del Valor, que finalmente se estrella contra la Ishimura.
Clark toma de los restos del Valor el núcleo gravitacional necesario para hacer volar el último transbordador operativo en la Ishimura. Además del núcleo es necesario extraer una pieza del motor de la Ishimura para reactivar el transbordador. A bordo de la Valor, Isaac y Hammond descubren que la nave transportaba armamento militar pesado, lo que sugiere que la misión de la nave militar era de hecho, destruir la Ishimura y no salvar a nadie; por lo que sospechan que alguien afuera sabe lo que está sucediendo en la Ishimura y pretende ocultar los ocurrido destruyendo cualquier evidencia. Durante esta misión Hammond es asesinado por uno de los necromorfos. Kendra planea huir de la Ishimura reparando el transbordador. Durante esta tarea, Terrence Kyne (antiguo oficial de investigación científica del Ishimura y último superviviente) se pone en contacto con Clark y le explica que solo devolviendo la Efigie Roja, extraída del planeta, los necromorfos serán controlados y las alucinaciones se detendrán. Kendra está de acuerdo en este plan ya que piensa que con la ayuda de Kyne será más fácil la huida.
Clark se encarga de reequipar el transbordador, recuperar la Efigie Roja de la bahía de carga del Ishimura y cargarla en el transbordador que Kyne coloca en la bahía de aterrizaje. Cuando Clark trata de subir al transbordador junto con Kyne, Kendra asesina a Kyne y toma el transbordador para huir. Kendra desvela que es una agente del gobierno que tiene el objetivo de devolver la Efigie Roja a la Tierra, revelando además que la Efigie Roja que los colonos y el personal de la Ishimura pensaban era alienígena, no es más que una réplica exacta creada mediante ingeniería inversa de una Efigie de color negro encontrada en la Tierra cientos de años atrás, revelándole además que Aegis VII fue un planeta usado por el Gobierno de la Tierra para experimentar con la Efigie roja, pero el experimento se salió de control desatando todo el brote de Necromorfos en el planeta, forzando a que fuera abandonado y marcado como una zona de cuarentena por el Gobierno hasta la aparición de CEC, que decidió llevar a cabo su operación minera ilegal.
Tras la fuga de Kendra con el transbordador y la Efigie, Nicole se comunica con Clark. Le pide que utilice el control remoto de la Ishimura para recuperar el transbordador y volver a colocar la Efigie en la explotación minera de la colonia, donde fue encontrada. Al recuperar el transbordador, Kendra huye en una cápsula de salvamento que la dirige a la Colonia. Clark consigue aterrizar el transbordador con el control remoto en la Ishimura y pilota con Nicole hasta la colonia, llevando la Efigie con él buscando llevar a cabo el plan del Doctor Kyne.
En la colonia Nicole vuelve a desaparecer. Clark coloca la Efigie en su «altar» original lo que provoca una reacción que detiene la actividad de los necromorfos. Como efecto colateral, los anclajes gravitatorios que suspenden un inmenso trozo de roca que iba a ser transportado al Ishimura se sueltan y comienza a descender hacia la colonia. Antes de que el proceso termine, y cuando Clark no puede detenerla, Kendra llega al lugar. Retira la Efigie de su lugar y muestra a Clark el video que demuestra que Nicole se había suicidado antes de que ellos llegaran al Ishimura. Lo que Clark ha visto son las alucinaciones que la Efigie genera en su mente y con la que controlaba su voluntad y la de otros supervivientes, como Kyne.
Clark corre hacia el único transbordador disponible que le permitiría huir junto a Kendra, ya que la colonia está destinada a la destrucción debido a la roca que se dirige hacia ella. Sin embargo al tratar de subir al transbordador, en el que Kendra estaba acoplando la Efigie, un descomunal necromorfo mata a Kendra y Clark tiene que destruir sus puntos débiles para conseguir escapar de la colonia, dejando la Efigie allí. En el viaje de vuelta a la tierra Clark revisa el último video de Nicole antes de su suicidio y descubre que sigue sufriendo alucinaciones.

### La aparición de los necromorfos
A lo largo del videojuego los registros recogidos van desvelando lo ocurrido antes de la llegada de Clarke y el resto del equipo de mantenimiento. Después de varios casos aislados de demencia en la Colonia, el doctor Kyne comienza a preocuparse. Desde el descubrimiento del artefacto que fue llamado Efigie Roja en la excavación, los ataques psicóticos son cada vez más habituales, incluso llega a haber un caso de asesinato. Kyne pide ayuda al experto de psiquiatría, el doctor Mercer, y trata de disuadir al capitán Mathius de subir la Efigie a la nave ya que supone que los casos de locura están relacionados con ella. Tras la aparición de los primeros necromorfos en la colonia se declara la cuarentena y se transporta rápidamente la Efigie a la Ishimura.
Las investigaciones con los primeros necromorfos desvelan que un virus de origen alienígena recombina los cadáveres humanos para crear nuevos necromorfos asesinando primero a cualquier individuo que no esté infectado para así infectar su cadáver y expandir el virus alienígena. El doctor Mercer, miembro de la Uniología como el capitán y Kyne, considera los necromorfos una creación divina y la Efigie como una reliquia sagrada, más importante que la tripulación del Ishumura. Un caso de esquizofrenia colectiva se apodera de la colonia. Se producen asesinatos colectivos. Para los miembros de la uniología estos asesinatos son el primer paso para llegar la vida eterna profetizada por Michael Altman.
Tras la llegada de la Efigie Roja a la nave aparecen los primeros necromofos en el Ishimura. Kyne quiere relevar al capitán y, al tratar de inyectarle lo que parece un tranquilizante, lo asesina. El pánico se apodera de la nave y al menos un técnico trata de enviar un mensaje de socorro pero no lo consigue. El Ishimura estaba realizando una operación  minera en un sistema prohibido. Los últimos supervivientes son Mercer y Kyne.
Los esfuerzos de Clark, Hammond y Kendra por escapar de la nave se ven obstaculizados por Mercer, que trata de ofrecer la «vida eterna» a Clark entregándolo a «su creación», un necromorfo capaz de regenerarse e imposible de eliminar con las armas de las que dispone Clark. Kendra comprueba que muchos de los sistemas a los que intentan acceder son bloqueados desde dentro de la nave. Posteriormente se descubre que el autor de estos sabotajes era el oficial Kyne que trata por todos los medios de impedir que la Efigie salga de la Ishimura salvo para retornar a la colonia, lugar del que fue extraída. Kyne sostiene que devolver la Efigie a su punto de origen hará que los necromorfos sean retenidos allí y el brote psicótico colectivo se detenga.

### La Efigie Roja y Negra
Al escapar con la Efigie, Kendra explica a Clark que la Efigie Roja es el resultado de un experimento para construir una réplica de la Efigie Negra por ingeniería inversa. La Efigie Negra fue encontrada 200 años antes en la tierra dentro del cráter de Chicxulub por el fundador de la Uniología, Michael Altman.
Durante las investigaciones con la réplica, la Efigie Roja, se descubrió que al activarla aparecía un patrón rítmico en muchas frecuencias, que afectaba a los investigadores produciendo alucinaciones. Parte de la información extraída de la Efigie Negra se interpretó como cadenas de ADN y permitieron crear un nuevo virus. Este virus sólo se activaba ante la presencia de otras células muertas. Ya entonces algunos investigadores se contaminaron con estos virus y se produjeron varias «recombinaciones», es decir, la aparición de los primeros necromorfos. Esta experiencia fue lo que llevó a los responsables a trasladar los experimentos con la Efigie Roja a un sistema prohibido, Aegis VII, donde no estaba permitido el acceso. Dead Space es el nombre que los investigadores dieron al «espacio muerto» alrededor de la Efigie Roja, en la que las «recombinaciones» y los necromorfos entran en estado de letargo. Doscientos años después el Ishimura viola esta restricción de manera ilegal para realizar extracciones mineras.

### La Uniología
La uniología (del inglés: Unitology) es una religión ficticia de la que son devotos varios personajes del videojuego Dead Space. El origen de la uniología tiene lugar 200 años antes de los sucesos ocurridos en el Ishimura. En ese momento el antropólogo Michael Altman descubrió en sus investigaciones un artefacto al que llama La Efigie (del inglés: The Marker). Altman, junto con un equipo de investigación, comienza a estudiar el artefacto. Él interpreta que su origen es alienígena y la muestra definitiva de que existe vida inteligente extraterrestre. Al hacer público sus descubrimientos es asesinado por el gobierno.
Tras su muerte sus seguidores organizaron toda una religión alrededor de sus creencias, la Uniología. Esta religión predica la existencia de inteligencia extraterrestre y la posibilidad de una «vida después de la muerte» a través de la tecnología alienígena. Los miembros de esta iglesia deben aportar grandes sumas de dinero para ascender en la jerarquía. Además, tras su muerte deben ceder su cuerpo a la iglesia que se encarga de conservarlo. Informes no confirmados indican que la uniología utiliza sus recursos para construir una gran flota espacial con un fin desconocido.
El capitán Mathius del USG Ishimura, muchos de sus oficiales y gran parte de los colonos de Aegis VII pertenecen a esta religión, que en la tierra se mantiene de forma semioculta y tiene una gran influencia política. El origen de su nombre puede provenir de la siguiente cita del libro La muerte es solo el principio de Altman: «Los humanos […] renacerán como una Unidad. [...] La unidad será eterna». A pesar de las similitudes con la Cienciologia los creadores del juego han negado que se inspirase en ella para crear la Uniología.

## Desarrollo
Electronic Arts anunció por primera vez Dead Space en septiembre de 2007. El juego fue desarrollado por Redwood Shores, California que anteriormente había trabajado en El Padrino y Los Simpson: el videojuego. En el equipo de desarrollo había miembros del primer System Shock.  El productor ejecutivo, Glen Schofield, dijo que querían crear algo «más oscuro y espeluznante» que su títulos anteriores. El equipo analizo una gran variedad de películas de terror para conseguir inspiración con los sustos en el juego.
Las primeras versiones del juego llamaron la atención por su alto nivel del gore y violencia en el juego, en particular la táctica del "desmembramiento estratégico" (enfatizado por Schofield como el primer tema de Dead Space). Para conseguir hacer los cuerpos más realistas, el equipo de desarrollo estudio fotos de víctimas de choques de coches (esto luego fue corregido y tildado como un mito; según el artbook oficial del videojuego lo que se usó fue una cabra muerta comprada en una carnicería). El juego fue inicialmente desarrollado para la Xbox original.

### Audio

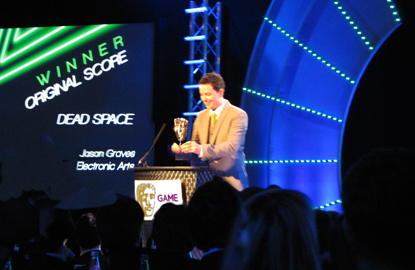
Jason Graves (en la imagen) consiguió el galardón a «Mejor Banda Sonora Original» y «Mejor Uso de Audio», por parte de los Premios de Cine de la Academia Británica, en 2009.

El 11 de noviembre de 2008, iTunes y Amazon lanzaron la banda sonora de Dead Space en descarga. En 2009 Dead Space fue nominado a varios premios por la organización Game Audio Network Guild (GANG): Música del año, Audio del año y Diseño de sonido del año. Dead Space fue ganador de los premios a Audio del año y Diseño de sonido del año.

## Marketing
Electronic Arts e Image Comics anunciaron una serie de libro cómics basadas en el juego el 21 de febrero de 2008. Fueron ilustrados por Ben Templesmith y escritos por Antony Johnston, los seis libros de Dead Space cómics eran una precuela del juego. Ambientados en Aegis VII, el planeta alrededor del cual el USG Ishimura está orbitando, una colonia de mineros espaciales extraen un antiguo artefacto llamado «La Efigie» que comienza a afectar a cada miembro de la colonia. La primera edición fue lanzada el 3 de marzo de 2008. Sin embargo una versión limitada de la edición 1 con una portada exclusiva fue lanzada en WonderCon 2008 para las 25 primeras personas que llegaran a la convención cada día.
Electronic Arts y Starz Media también anunciaron un film de animación, Dead Space: Perdición, una precuela de los eventos del juego, tomando lugar después de que los necromorfos invadieran el USG Ishimura. El film, desarrollado por Film Roman, fue lanzado el 28 de octubre de 2008. Inicialmente, el gestor de la comunidad Dead Space Andrew Green declaró que Alemania, China y Japón habían prohibido el juego. Sin embargo ha sido confirmado que fue una argucia de marketing y que Dead Space no fue prohibido en ningún país.
El 22 de agosto de 2008, No Known Survivors fue lanzado, un sitio web similar a juego de realidad alternativa que daba la oportunidad al visitante de explorar el mundo narrativo de Dead Space. El juego tiene poco de tipo juego de realidad alternativa y mucho de aventura gráfica tipo Myst. Coincidiendo con el lanzamiento de Dead Space, los ganadores de noventa primeros premios en este juego fueron galardonados con una copia del juego en la plataforma que ellos escogieron.

## Recepción

### Crítica
Dead Space ha sido bien recibido y alabado por la crítica. IGN remarco la gran cantidad de referencias cinematográficas en el juego: «Hay conexiones obvias de elementos encontrados en Dead Space que puede ser asociados a Horizonte final, la tetralogía de Alien, La cosa de John Carpenter, La noche de los muertos vivientes y otras». Algunas influencias cinematográficas no tan evidentes son Solaris y 2001: Una odisea del espacio. Eurogamer hace un repaso por todos los juegos de los que Dead Space toma elementos: Resident Evil 4, Half-Life 2, TimeShift, Doom III, BioShock, Quake y Prey. La única innovación propia, según GameSpot, se encuentra en el sistema de desmembraciones estratégica. En Meristation se valora que el conjunto creado a partir de estas fuentes tiene personalidad propia. La gran mayoría de los críticos consideran que su ambientación, el cuidado por los detalles y el diseño sonoro es lo más remarcable del juego y ayuda a crear una experiencia terrorífica.
La vida comercial del videojuego fue exitosa. Fuentes de EA confirmaron la venta de al menos 2 millones de copias. Según VGChartz se han vendido más de 3.7 millones de copias. El juego posee actualmente una puntuación agregada de 89% en GameRankings y 86% en Metacritic.

### Premios
| Año  | Premio                          | Categoría                                             | Resultado | Referencia |
| ---- | ------------------------------- | ----------------------------------------------------- | --------- | ---------- |
| 2008 | NAVGTR Awards                   | Dirección de cámara en un motor de juego              | Ganador   | [ 87 ]     |
| 2008 | NAVGTR Awards                   | Animación en cinemáticas                              | Ganador   | [ 87 ]     |
| 2008 | NAVGTR Awards                   | Dirección de arte en cinemáticas                      | Nominado  | [ 87 ]     |
| 2008 | NAVGTR Awards                   | Dirección en cinemáticas                              | Nominado  | [ 87 ]     |
| 2008 | NAVGTR Awards                   | Iluminación/texturizado                               | Ganador   | [ 87 ]     |
| 2008 | NAVGTR Awards                   | Edición de sonido en cinemáticas                      | Ganador   | [ 87 ]     |
| 2008 | NAVGTR Awards                   | Efectos de sonido                                     | Ganador   | [ 87 ]     |
| 2008 | NAVGTR Awards                   | Uso de sonido                                         | Ganador   | [ 87 ]     |
| 2008 | NAVGTR Awards                   | Acción original                                       | Nominado  | [ 87 ]     |
| 2008 | Game Developers Choice Awards   | Audio                                                 | Ganador   | [ 88 ]     |
| 2009 | Premios BAFTA de Videojuegos    | Juego de acción/aventura                              | Nominado  | [ 89 ]     |
| 2009 | Premios BAFTA de Videojuegos    | Logro artístico                                       | Nominado  | [ 89 ]     |
| 2009 | Premios BAFTA de Videojuegos    | Música original                                       | Ganador   | [ 89 ]     |
| 2009 | Premios BAFTA de Videojuegos    | Uso de audio                                          | Ganador   | [ 89 ]     |
| 2009 | D.I.C.E. Awards                 | Logro excepcional en diseño de sonido                 | Ganador   | [ 90 ]     |
| 2009 | D.I.C.E. Awards                 | Juego del año de acción                               | Ganador   | [ 90 ]     |
| 2009 | D.I.C.E. Awards                 | Logro excepcional en dirección de arte                | Nominado  | [ 90 ]     |
| 2009 | D.I.C.E. Awards                 | Logro excepcional en composición de música original   | Nominado  | [ 90 ]     |
| 2009 | Annie Awards                    | Mejor videojuego animado                              | Nominado  | [ 91 ]     |
| 2009 | Spike Video Game Awards         | Mejor juego de acción/aventura                        | Nominado  | [ 92 ]     |
| 2009 | Game Audio Network Guild Awards | Mejor audio del año                                   | Ganador   | [ 93 ]     |
| 2009 | Game Audio Network Guild Awards | Mejor música del año                                  | Nominado  | [ 93 ]     |
| 2009 | Game Audio Network Guild Awards | Mejor diseño de sonido del año                        | Ganador   | [ 93 ]     |
| 2009 | Game Audio Network Guild Awards | Mejor uso de sonido envolvente multicanal en un juego | Nominado  | [ 93 ]     |

## Curiosidades
Isaac Clarke recibe su nombre de los escritores de ciencia ficción Isaac Asimov y Arthur C. Clarke.
Las letra inicial de todos los capítulos en inglés se corresponde con “Nicole is dead” (en español: Nicole está muerta)
Los textos escritos en las paredes del Ishimura durante la paranoia colectiva eran escritos usando un código. Se puede encontrar una tabla de conversión de este alfabeto a los caracteres latinos en el Capítulo 6 (Sala Refrigeración Este) pintado en la pared.
El propio capitán Mathius ataca a Clarke tras convertirse en un necromorfo.
La USG Ishimura recibe su nombre de su creador, Hideki Ishimura, también inventor del motor de distorsión.
La única ocasión que Isaac muestra sentimientos en el juego es cuando se tapa la cara con su mano luego de que Kendra le muestra el video del suicidio de Nicole Brennan.
Isaac es el único personaje del juego que no habla durante el desarrollo de la historia sino hasta el final del juego donde al abordar la nave en la que huirá emite una única frase dentro del título, "Come on" (en español: Vamos)
.